# PanTum Detect
PanTum Detect es un análisis de sangre que se utiliza en combinación con procedimientos de diagnóstico por imagen como la IRM y la PET-TC para la detección precoz del cáncer. Se basa en la tecnología EDIM y se ha desarrollado para proporcionar indicios de una posible enfermedad tumoral mediante la detección de las enzimas TKTL1 y DNasaX (Apo10) en las células inmunitarias. En el caso de un resultado llamativo, se recomienda la aclaración mediante procedimientos de imagen (PET/TC y IRM).
La prueba PanTum Detect utiliza la capacidad del sistema inmunitario para examinar el organismo y encontrar material de células tumorales que sea reconocido y fagocitado por sus macrófagos. Así, en los macrófagos pueden detectarse concentraciones elevadas de antígenos asociados a tumores. Los anticuerpos de superficie CD14 y CD16 pueden utilizarse para identificar de forma fiable los macrófagos (monocitos no clásicos).
Los niveles elevados de TKTL1 se correlacionan con el metabolismo anaeróbico de la glucosa (efecto Warburg), mientras que los niveles elevados de Apo10 se correlacionan con apoptosis y proliferación anormales. El resultado cualitativo de la prueba identifica a los pacientes con aumento de la captación de glucosa y reducción de la apoptosis.
En el Centro Médico Universitario de Hamburgo-Eppendorf, la prueba se utilizó en un estudio prospectivo multicéntrico de cribado combinado de cáncer mediante PanTum Detect y IRM /PET-TC para identificar a aquellos de un grupo asintomático de sujetos (más de 5.000 personas de entre 50 y 70 años) que podrían beneficiarse de un diagnóstico por imagen adicional.
La prueba está aprobada de conformidad con IVD-CE desde 2017, y desde septiembre de 2022 forma parte del programa de detección precoz del cáncer Krebs-Scan de HanseMerkur Krankenversicherung.